# Praça do Avião
A Praça do Avião ou Praça Santos Dumont é um dos pontos turísticos mais famosos da cidade da cidade de Canoas. No local, um avião de fabricação inglesa F-8 Gloster Meteor, sustentado por um suporte de concreto armado, faz uma homenagem à ligação da aeronáutica para o desenvolvimento municipal.
Situada próxima à BR-116, a Praça do Avião serve de local para diversos eventos públicos. Em pesquisa realizada com 115 pessoas (96 moradores e 19 visitantes), a Praça do Avião foi eleita como o ponto que melhor identifica a cidade.

## História
Em 1946, Nelson Paim Terra, terceiro prefeito de Canoas, adquire para a prefeitura o terreno que abrange atualmente as regiões que envolvem a praça: rua Ipiranga, rua Frei Orlando, avenida Victor Barreto e BR-116.
Em 1958, a área que hoje abrange a Praça do Avião era chamada de Praça Cinquentenário La Salle, referindo-se a presença dos irmãos lassalistas na cidade.
Em sua edição semanal de 17 a 24 de janeiro de 1968, o jornal O Timoneiro trazia em suas capas informações sobre a inauguração do "Monumento à Aviação", situando-no na Praça Cinquentenário La Salle. Após 21.838 horas de trabalho, o modelo Gloster Meteor foi cedido para a cidade pela Base Aérea de Canoas; em contrapartida, a prefeitura se responsabilizaria por manter as luzes da turbina e escape em funcionamento, enquanto que a manutenção seria realizada pela Base Aérea. O avião Gloster Meteor hoje situado na praça, estaria no esquadrão escalado para sobrevoar o Palácio Piratini em uma tentativa de frustrar o movimento da Legalidade.
A praça é inaugurada em 22 de janeiro de 1968, durante o governo do prefeito Hugo Simões Lagranha, o monumento foi oferecido à comunidade pela Força Aérea Brasileira como uma homenagem à cidade e ao povo da cidade. A aeronave veio para o Brasil em maio de 1953 e foi o primeiro avião a jato no país. Com velocidade máxima de 960 km/h e carga para 1.342 quilos de bombas, o avião foi desativado em 30 de novembro de 1966.
Nove anos após sua inauguração, em 1977, a praça passa oficialmente a se chamar Praça Santos Dumont a partir de um projeto de lei do vereador Mussoline La Roque de Quadros.
Outro símbolo importante na praça é o mastro de 36 metros com a bandeira do Brasil. Hasteada permanentemente, a bandeira é vista de vários pontos da cidade e também serve como localização do centro de Canoas. Em 1992, foi inaugurado um busto em homenagem à Santos Dumont, realizado pelo artista plástico Vinicio Cassiano.